# Conway (hrabstwo Carroll)
Conway – jednostka osadnicza w Stanach Zjednoczonych, w stanie New Hampshire, w hrabstwie Carroll.